# 格羅夫鎮區 (阿肯色州牛頓縣)
格羅夫鎮區（英語：Grove Township）是位於美國阿肯色州牛頓縣的一個行政鎮區。

## 地方資料
格羅夫鎮區的面積為90.60平方千米，當中陸地面積為90.20平方千米，而水域面積為0.40平方千米。根據2010年美國人口普查的數據，當地共有人口907人，而人口密度為每平方千米10.01人。